# 구제촌 (기후현)
구제촌(일본어: 久瀬村)은 일본 기후현 이비군에 설치되었던 촌이다.2005년 1월 31일에 이비군 내의 다른 5정촌과 합병해 이비카와 정이 되었다. 구제촌의 이름은 이비 강의 옛 이름 '구제강'에서 유래되었다.

## 지리
이비군 내 거의 중앙에 위치하고 있다.마을 중앙부를 이비 강이 흐르고 있다.

## 역사
- 1889년 7월 1일 - 정촌제 시행으로 히사카촌, 니시쓰쿠모촌, 히가시쓰쿠모촌, 도쓰쿠미촌, 미쿠라촌, 오토하라촌, 가시하라촌, 오즈촌, 히가시요코야마촌, 니시요코야마촌, 쓰루미촌, 히가시스기하라촌이 성립하였다.
- 1897년 4월 1일 - 이케다군이 오노군의 일부와 합병해 이비군이 되었다.
- 1897년 4월 1일 - 히사카촌, 니시쓰쿠모촌, 히가시쓰쿠모촌, 도쓰쿠미촌, 미쿠라촌, 오토하라촌, 가시하라촌, 오즈촌, 히가시요코야마촌, 니시요코야마촌, 쓰루미촌, 히가시스기하라촌이 합병해 구제촌이 성립하였다.
- 1913년 4월 1일 - 구제촌의 일부를 분립해 후지하시촌이 되었다.
- 1965년 9월 15일 새벽 - 40·9 풍수해로 이비강이 범람.쓰후이 지구 주민 등 다수가 피해를 입었다.
- 2005년 1월 13일 - 다니구미 촌·구제 촌·가스가 촌·사카우치 촌·후지하시 촌이 합병해 이비가와정이 되었다.

## 행정
- 촌장 : 다카하시 타케시 (高橋毅) (2003년 4월 30일 - 2005년 1월 31일)

## 교통

### 철도
- 촌내에는 철도노선이 설치되지 않았다.

### 도로
- 국도 303호선
- 국도 417호선 (중복구간)

## 참고 문헌
- 角川日本地名大辞典編纂委員会,『角川日本地名大辞典 21 岐阜県』1980, 角川書店